# ۱۰۳۹ (خورشیدی)
۱۰۳۹ هزار و سی و نهمین سال هجری خورشیدی است.